# Serpocaulon latissimum
Serpocaulon latissimum är en stensöteväxtart som först beskrevs av Robbin C. Moran, Bao-kun Zhang och Øllg, och fick sitt nu gällande namn av Alan Reid Smith. Serpocaulon latissimum ingår i släktet Serpocaulon och familjen Polypodiaceae. Inga underarter finns listade.